# Komitet Siedmiu
Komitet Siedmiu (K7) – polska organizacja odpowiedzialna za opracowanie planu zdobycia Zaolzia.

## Utworzenie organizacji
Organizacja została utworzona we wrześniu 1935 r. przez Oddział II Sztabu Głównego z polecenia Józefa Becka, a jej celem było rozbicie Czechosłowacji w celu zdobycia dla Polski Zaolzia i uzyskania wspólnej granicy z Węgrami. Rozbiór Czechosłowacji miał także umożliwić realizację idei Międzymorza, której ten kraj stanowczo się sprzeciwiał oraz pozbawić wsparcia i zaplecza ukraińskich nacjonalistów. Komitet Siedmiu składał się z wysokich rangą oficerów wywiadu, a jego pracami kierował dyrektor Departamentu Konsularnego MSZ Wiktor Drymmer.
17 września 1935 r. odbyło się pierwsze spotkanie kierownictwa organizacji, w którym znaleźli się także dr Władysław J. Zaleski; kpt. Edmund Charaszkiewicz, Tadeusz Kowalski, Tadeusz Kawalec, kpt. Feliks Ankerstein; kpt. Wojciech Lipiński. 20 stycznia 1936 r. do K7 dołączył ppłk Ludwik Zych, jednakże już w październiku 1935 r. na skutek konfliktu między gen. Wacławem Stachiewiczem i Józefem Beckiem zrezygnowano z planów dywersji na Zaolziu.
W zamierzeniach K7 miała przygotować polskie powstanie na Zaolziu poprzez pomoc w sformowaniu konspiracyjnych oddziałów. Dowódcą przyszłego powstania mianowano zaolziańskiego dziennikarza Maksymiliana Szyprowskiego, który był agentem polskiego wywiadu. Polskie powstanie miało być pretekstem do zbrojnej interwencji regularnych oddziałów Wojska Polskiego. Kolejnym etapem przygotowań było szkolenie dla kilkunastu ochotników ze Śląska Cieszyńskiego, których uczono zasad konspiracji i metod przeprowadzania zamachów terrorystycznych.
Jesienią 1937 r. powrócono do organizowania konspiracji na Zaolziu, rozpoczęto także werbunek miejscowych ochotników. W kwietniu 1938 r. zdecydowano o utworzeniu dwudziestu drużyn, kompanii bojowo-dywersyjnej i ośrodka szkoleniowego.

## Akcje dywersyjne na Zaolziu
Przygotowania do powstania wznowiono we wrześniu 1938 r., gdy mocarstwa negocjowały przyznanie Sudetów Niemcom. Na polski Śląsk przyjechał mjr Feliks Ankerstein, który rozpoczął przygotowania do działań dywersyjnych i bojowych m.in. zorganizował sztab oraz rozpoczął werbunek do legionu zaolziańskiego. Na terenach przygranicznych przygotowano także magazyny z bronią i amunicją, która 21 września miała zacząć być przerzucana na Zaolzie. Dzień później zdecydowano o rozpoczęciu przerzucania z Polski oddziałów ochotniczych. Ostatecznie uzbrojono 168 bojowników na Zaolziu i zwerbowano 1,5 tys. ochotników do legionu zaolziańskiego. 23 września kierownictwo akcji przejął od Ankersteina ppłk Ludwik Zych. Równocześnie sformowano Samodzielną Grupę Operacyjną „Śląsk” gen. Władysława Bortnowskiego, która miała wesprzeć powstańców.
23 września pododdziały legionu zaolziańskiego rozpoczęły forsowanie granicy, uaktywniły się także grupy dywersyjne w głębi Zaolzia. Akcję przerwano 30 września, po zawarciu układu monachijskiego, gdy po polskim ultimatum władze czechosłowackie zgodziły się na oddanie Polsce Zaolzia.
W czasie tygodniowej operacji przeprowadzono ponad 30 większych akcji i nieokreśloną ilość mniejszych. Polskie straty wyniosły dwóch zabitych, 11 rannych i 28 aresztowanych, a czechosłowackie oszacowano na 6 zabitych i 7 rannych.
Część wyszkolonych sabotażystów w ramach operacji Łom przerzucono na Zakarpacie.